# Astillado

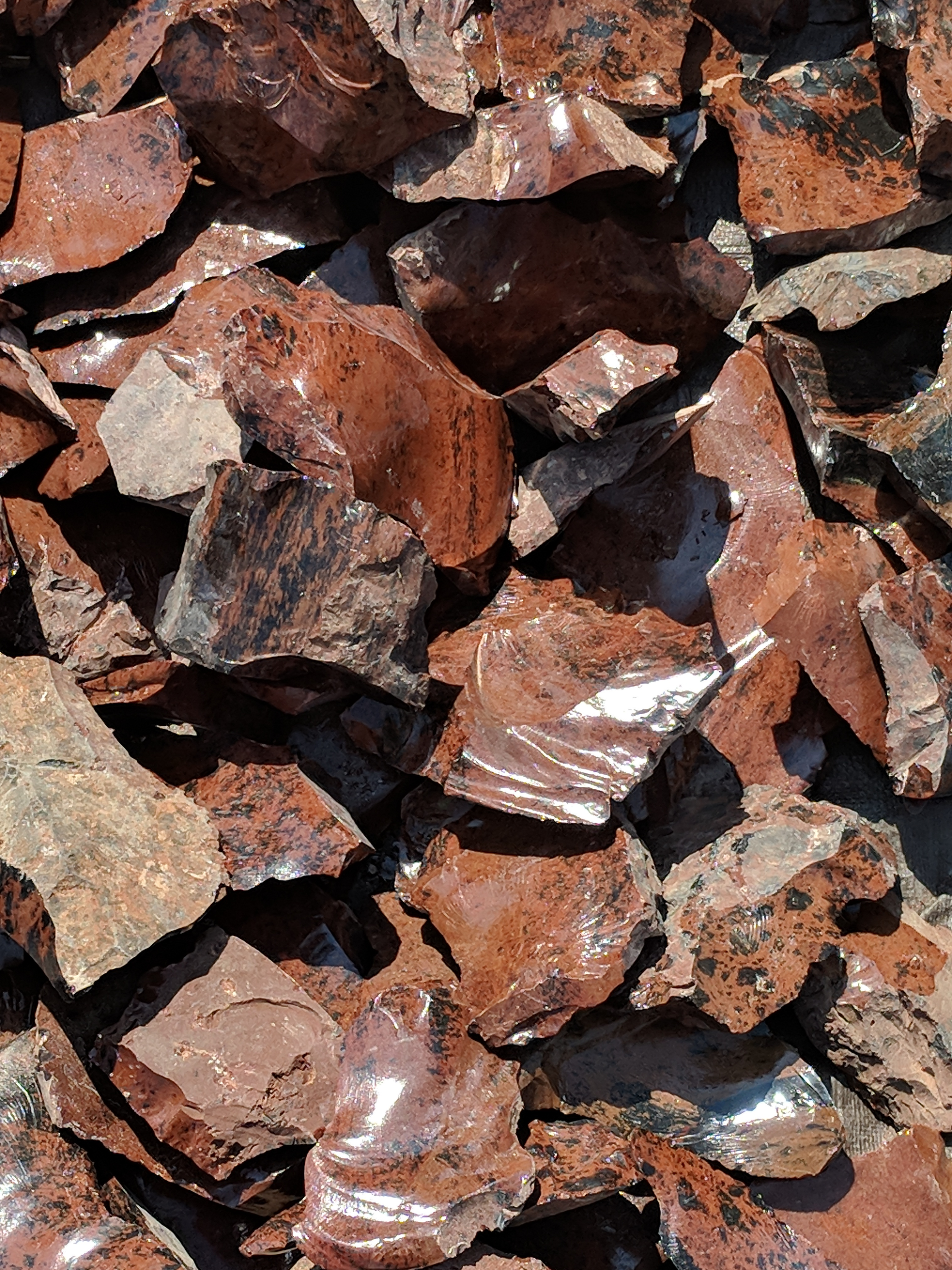
Esquirlas de talla lítica experimental de puntas de flecha y otras herramientas de obsidiana, del material que se encuentra en Glass Buttes, Oregón

El astillado es un fenómeno físico que consiste en la formación de fragmentos de un material que se rompen de un cuerpo sólido más grande. Puede ser producido por diversos mecanismos, como la corrosión, la meteorización, la cavitación, la presión de rodadura excesiva (como en un rodamiento de bolas) o incluso como el resultado del impacto de un proyectil. 
Los términos descascarillado y espalación describen un proceso de rotura superficial en el que se desprenden fragmentos más o menos planos y delgados, denominados escamas.

Secuencia congelada de un pequeño proyectil golpeando una delgada placa de aluminio a 7000 m/s. El impacto hace que el proyectil se desintegre y genere una gran cantidad de pequeños fragmentos del aluminio (espalación), lo que puede ocurrir sin penetrar la placa

Los físicos de partículas aplican los términos astilla, astillado y astillamiento para describir la generación de neutrones obtenidos mediante el bombardeo de núcleos de uranio utilizando una corriente de átomos. Los neutrones que son expulsados se conocen como "esquirlas".

## Descascarillado mecánico
El desconchado mecánico se produce en puntos de contacto de tensión mecánica elevada, por ejemplo, en un rodamiento de bolas. Está relacionado preferentemente con la aparición del efecto de punzonamiento, de forma que el esfuerzo cortante máximo no se produce en la superficie, sino justo por debajo, provocando el seccionamiento del material desconchado.
Una de las formas más simples de desconchado mecánico es el impacto de placas, en el que dos ondas de compresión se reflejan en las superficies libres de las placas y luego interactúan para generar una región de alta tensión de tracción dentro de una de las placas.
El desconchado también puede producirse como resultado de un efecto de cavitación, de manera que un fluido queda sujeto a bajas presiones localizadas que provocan la formación de burbujas de vapor, lo que puede afectar a la integridad de turbinas hidráulicas, bombas, hélices de embarcaciones e incluso tuberías en determinadas condiciones. Cuando estas burbujas colapsan, una alta presión localizada puede causar desconchado en las superficies adyacentes.

### Armas antitanque

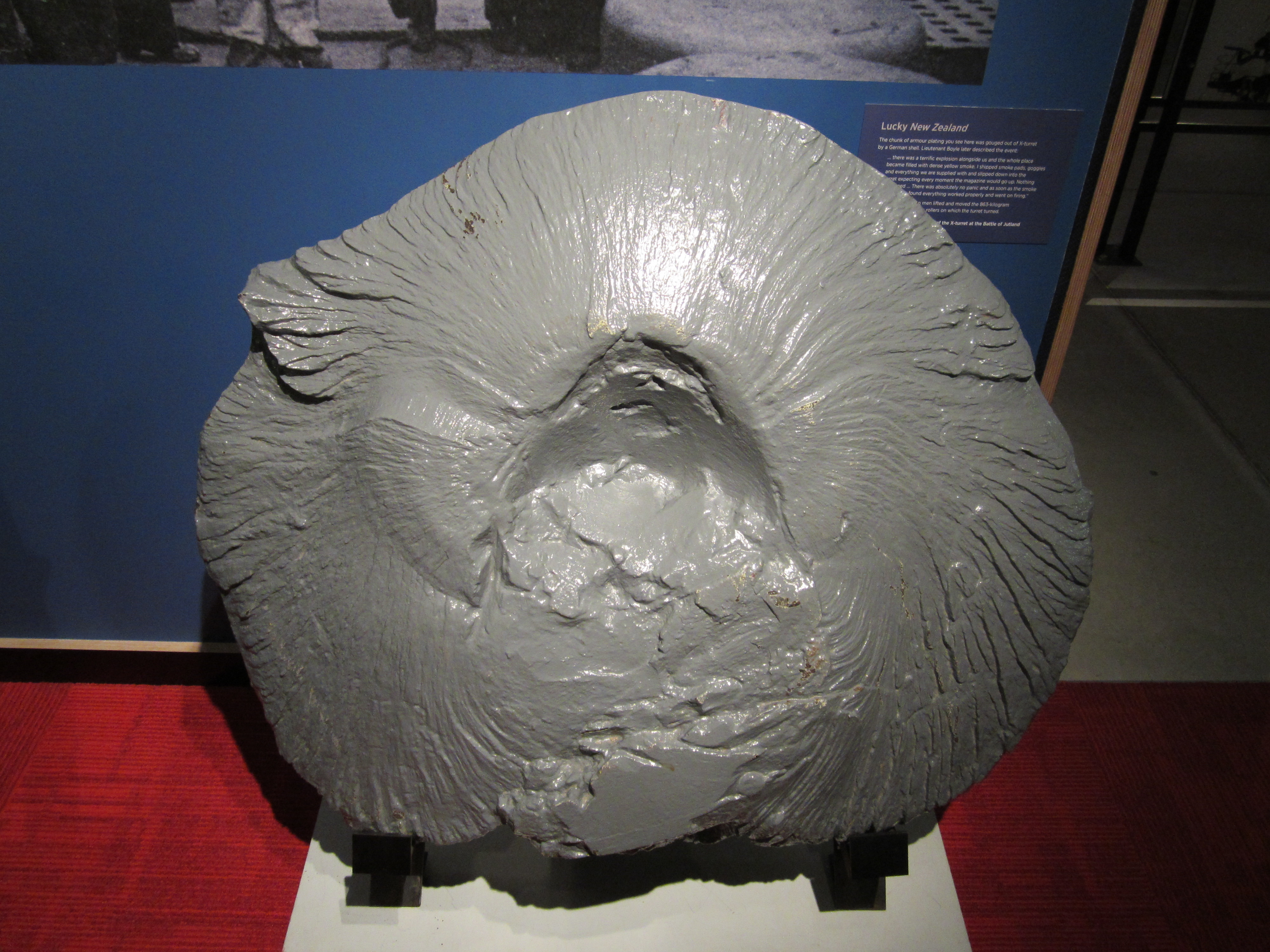
Un trozo del blindaje de la torreta 'X' del HMS New Zealand arrancado durante la Batalla de Jutlandia, en exhibición en el Museo de la Armada de Bahía Torpedo en Auckland. El pie de foto dice: "El trozo de blindaje que se ve aquí fue seccionado y arrancado de la torreta X por un proyectil alemán"

En las armas de combate antitanque, el desprendimiento por tensión mecánica es un efecto previsto de las cabezas de alto poder explosivo (HESH) de los proyectiles y de muchas otras municiones que pueden no ser lo suficientemente potentes como para perforar el blindaje de un objetivo. La ojiva relativamente blanda, que contiene o está hecha de explosivo plástico, se aplana contra el blindaje de los carros de combate y otros vehículos blindados de combate (AFV) y explota, creando un onda de choque que viaja a través del blindaje como una onda de compresión y se refleja en la superficie libre como una onda de tracción, que rompe (mediante esfuerzo por tracción/fractura por deformación) el metal en el interior. El efecto resultante es peligroso para la tripulación y el equipo, y puede traducirse en la inutilización parcial o total de un vehículo y/o su tripulación. Muchos de estos vehículos están equipados con revestimientos interiores contra la formación de esquirlas como parte de su blindaje de protección.
Un penetrador de energía cinética, si puede perforar la armadura, generalmente también causa desprendimientos dentro del objetivo, lo que ayuda a destruir o inutilizar el vehículo y a causar graves daños a su tripulación.
Uno de los primeros ejemplos de arma antitanque diseñada intencionadamente para causar espalación en lugar de penetración es el fusil polaco Maroszek Kb Ur wz.35, utilizado durante la Segunda Guerra Mundial.

## Descamación por meteorización

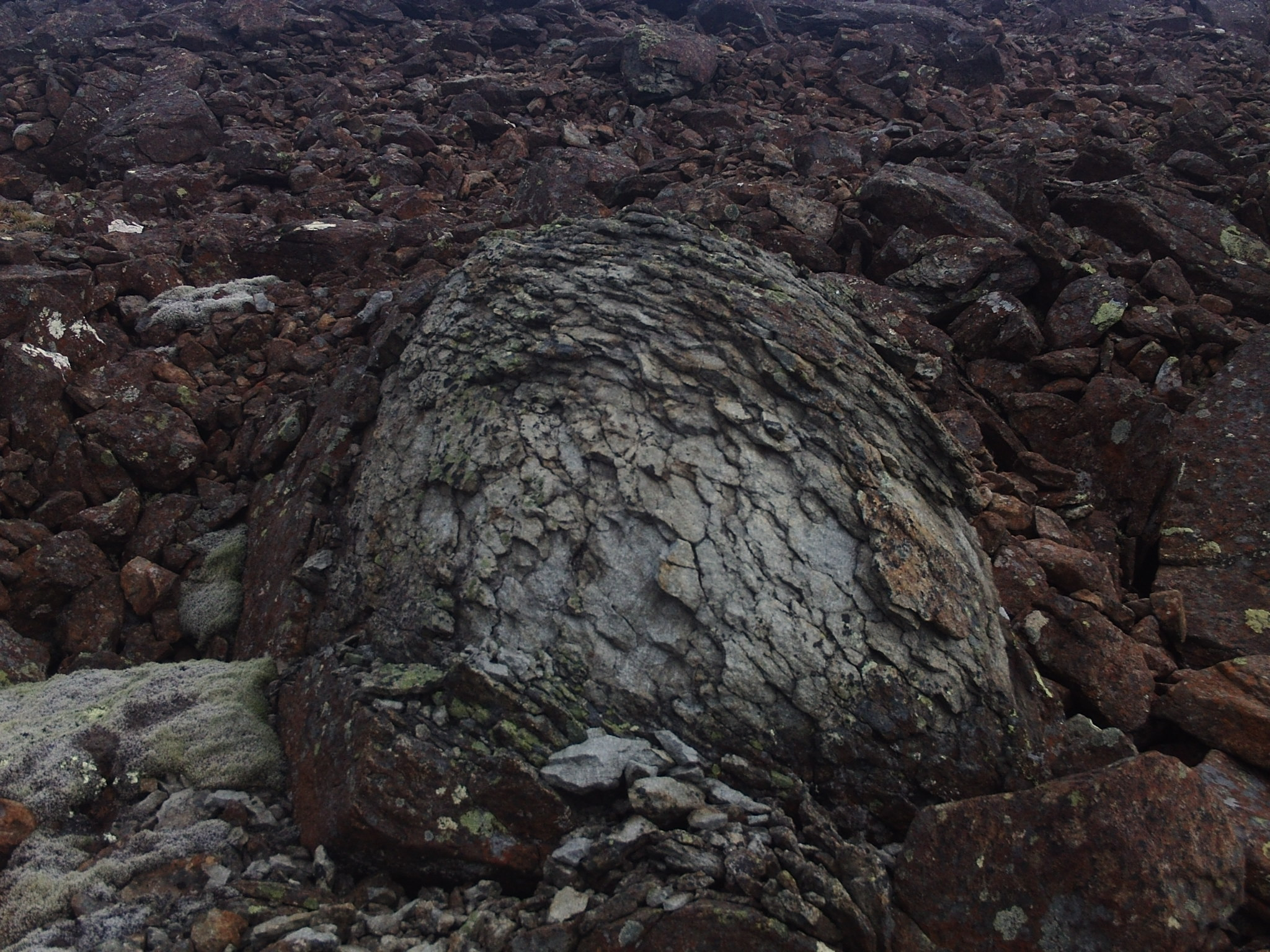
Descamación de una roca de dunita

La descamación es un mecanismo común de meteorización de rocas. Se produce en su superficie cuando se soportan grandes esfuerzos cortantes por debajo de ella. Esta forma de meteorización puede ser causada por congelación y descongelación, descarga, expansión y contracción térmica o deposición de sales.

### Descarga
La descarga es la liberación de presión debido a la eliminación de una sobrecarga. Cuando la presión se reduce rápidamente, la rápida expansión de la roca provoca una gran tensión superficial y desprendimientos en su superficie.

### Meteorización por congelación y descongelación
La gelifracción es causada por la congelación de la humedad dentro de las grietas de las rocas. Al congelarse el agua líquida se expande su volumen, generándose grandes fuerzas que provocan que se desprendan grandes fragmentos. A medida que este ciclo se repite, la superficie exterior se descascarilla repetidamente, lo que se traduce en un proceso de meteorización progresiva.
Algunos tipos de piedra y mampostería utilizados como materiales de construcción absorben humedad en sus superficies. Si se exponen a condiciones severas de congelamiento, pueden producirse desprendimientos debido a la expansión del agua al transformarse en hielo. Este efecto también se puede ver en las superficies de terracota (incluso vidriadas) si se produce la entrada de agua en el caso de la presencia de grietas.

### Exfoliación

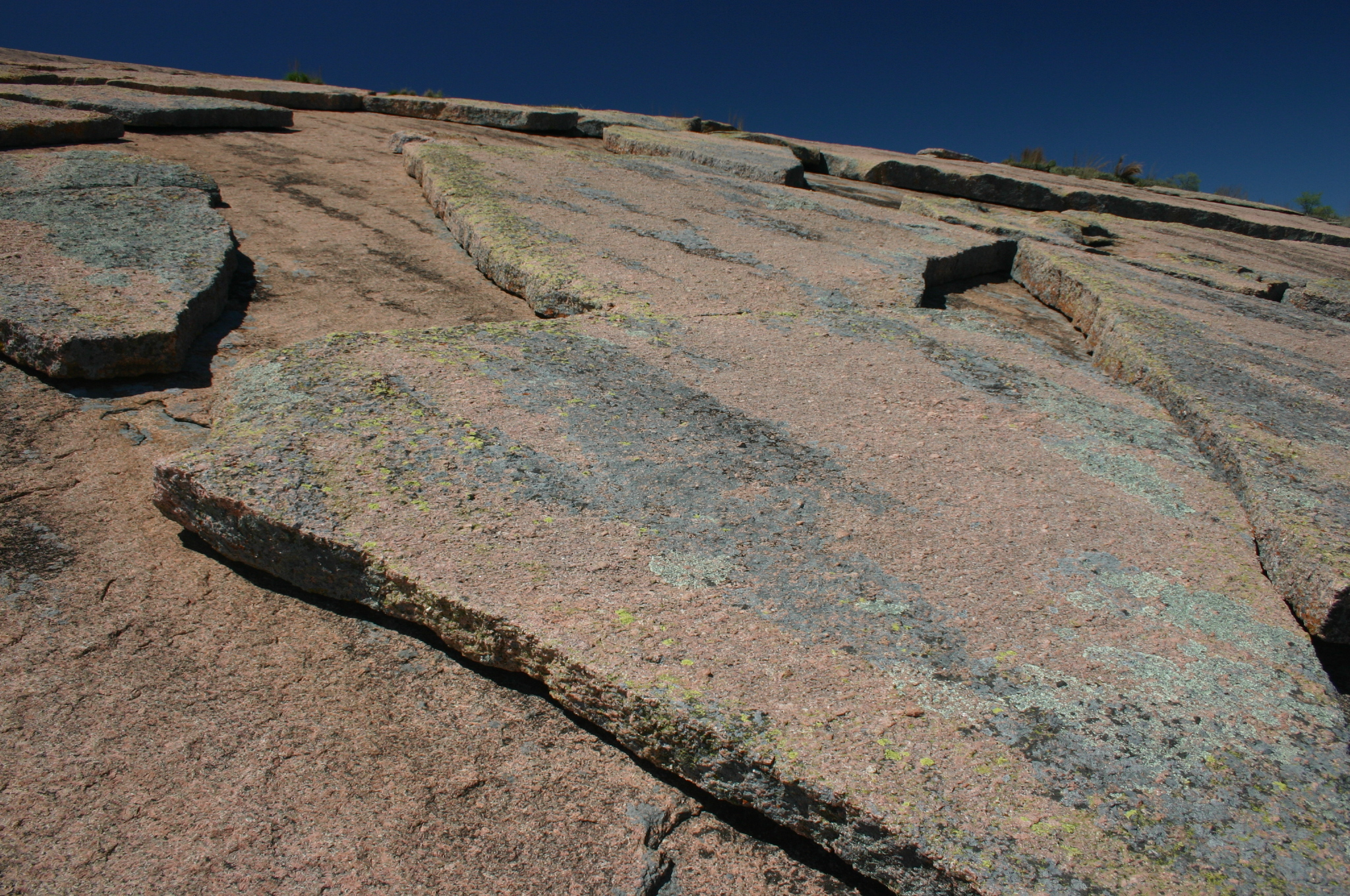
Exfoliación de un domo granítico

La exfoliación (un tipo de desagregación cuya forma recuerda al desprendimiento de las capas de una cebolla) es la eliminación gradual del material más exterior por desconchado debido al aumento y disminución cíclicos de la temperatura de las capas superficiales de la roca. Las rocas no conducen bien el calor, por lo que cuando se exponen a un calor extremo, la capa más externa se vuelve mucho más caliente que la roca que se encuentra debajo, lo que provoca una tensión diferencial por dilatación térmica. Esta expansión diferencial provoca un esfuerzo cortante debajo de la superficie, lo que a su vez provoca el desconchado. Los cambios extremos de temperatura, como los incendios forestales, también pueden provocar el desprendimiento de rocas. Este mecanismo de meteorización hace que la superficie exterior de la roca se desprenda en fragmentos delgados, láminas o escamas, de ahí el nombre de meteorización por exfoliación o piel de cebolla.

### Descascarillado por sales
El desconchado por sales es un tipo específico de meteorización que se produce en los materiales de construcción porosos, como ladrillos, piedra natural, tejas y hormigón. Las sales disueltas en agua se infiltran a través del material y cristalizan en su interior cerca de la superficie a medida que el agua se evapora. A medida que los cristales de sal se expanden, se acumulan tensiones de cizallamiento que rompen la capa exterior, desconchado de la superficie.
Teóricamente, los materiales de construcción porosos pueden protegerse contra el desprendimiento generado por las sales mediante el tratamiento con selladores penetrantes que son hidrófobos (repelentes al agua) si penetran lo suficientemente profundo como para mantener el agua con sales disueltas lejos de la superficie. Sin embargo, se debe garantizar que el recubrimiento sea compatible con el sustrato en términos de transpirabilidad (capacidad para permitir la liberación de vapores desde el interior mientras se evita la entrada de agua), o se pueden crear otros problemas graves.
Las chimeneas muestran daños por astillado antes que otras partes de los edificios precisamente porque están más expuestas a los elementos como la lluvia, la suciedad y los cambios de temperatura.

## Corrosión
En la corrosión, se producen desconchados cuando una sustancia (hormigón o metal) desprende partículas diminutas de productos generados por la corrosión a medida que avanza la reacción. Aunque no son solubles ni permeables, estos productos no se adhieren a la superficie del material original para formar una barrera contra la corrosión, como sucede con aquellas sustancias cuyos compuestos generan un efecto de pasivación. La espalación es el resultado de un gran cambio de volumen durante la reacción.
En el caso de los metales actínidos (en particular, el uranio empobrecido utilizado en algunos tipos de munición), el material se expande con tanta fuerza al exponerse al aire que una fina capa de óxido es expulsada a la fuerza de la superficie. Un tapón de oxidación lenta de uranio metálico a veces puede parecerse a una cebolla sometida a descamación. Sin embargo, el peligro principal surge del carácter pirofórico de los metales actínidos que pueden incendiarse espontáneamente cuando su superficie específica es alta. Esta propiedad, junto con la toxicidad inherente y junto con la radiactividad de estos elementos (aunque en algunos casos, de baja intensidad), los hace peligrosos para manejar en forma metálica en contacto con el aire. Por lo tanto, a menudo se manipulan bajo una atmósfera inerte (de nitrógeno o argón) dentro de una caja de guantes anaeróbica.

## Fragmentación del hormigón refractario
Hay dos factores principales que pueden generar la rotura del hormigón refractario: la tensión térmica provocada por el calentamiento rápido y las presiones internas debidas a la eliminación del agua. Ser capaz de predecir el resultado de las diferentes tasas de calentamiento en las tensiones térmicas y la presión interna durante la eliminación del agua es especialmente importante para numerosas instalaciones térmicas industriales (como los hornos para fabricar cemento o los utilizados en la producción de acero).
El desprendimiento explosivo del hormigón refractario ha ocasionado problemas graves en algunas ocasiones. Si se produce una rotura explosiva, pueden proyectarse a muchos metros de distancia fragmentos de peso considerable (entre 1 y 10 kg), lo que tendrá implicaciones de seguridad y provocará que la estructura refractaria quede fuera de servicio. En ese caso, serán necesarias reparaciones de importancia, con el resultado de costos significativos para la industria afectada.